# Promachus consanguineus
Promachus consanguineus là một loài ruồi trong họ Asilidae. Promachus consanguineus được Macquart miêu tả năm 1838. Loài này phân bố ở vùng Cổ Bắc giới.